# Unsere Liebe Frau (Münsterhausen)

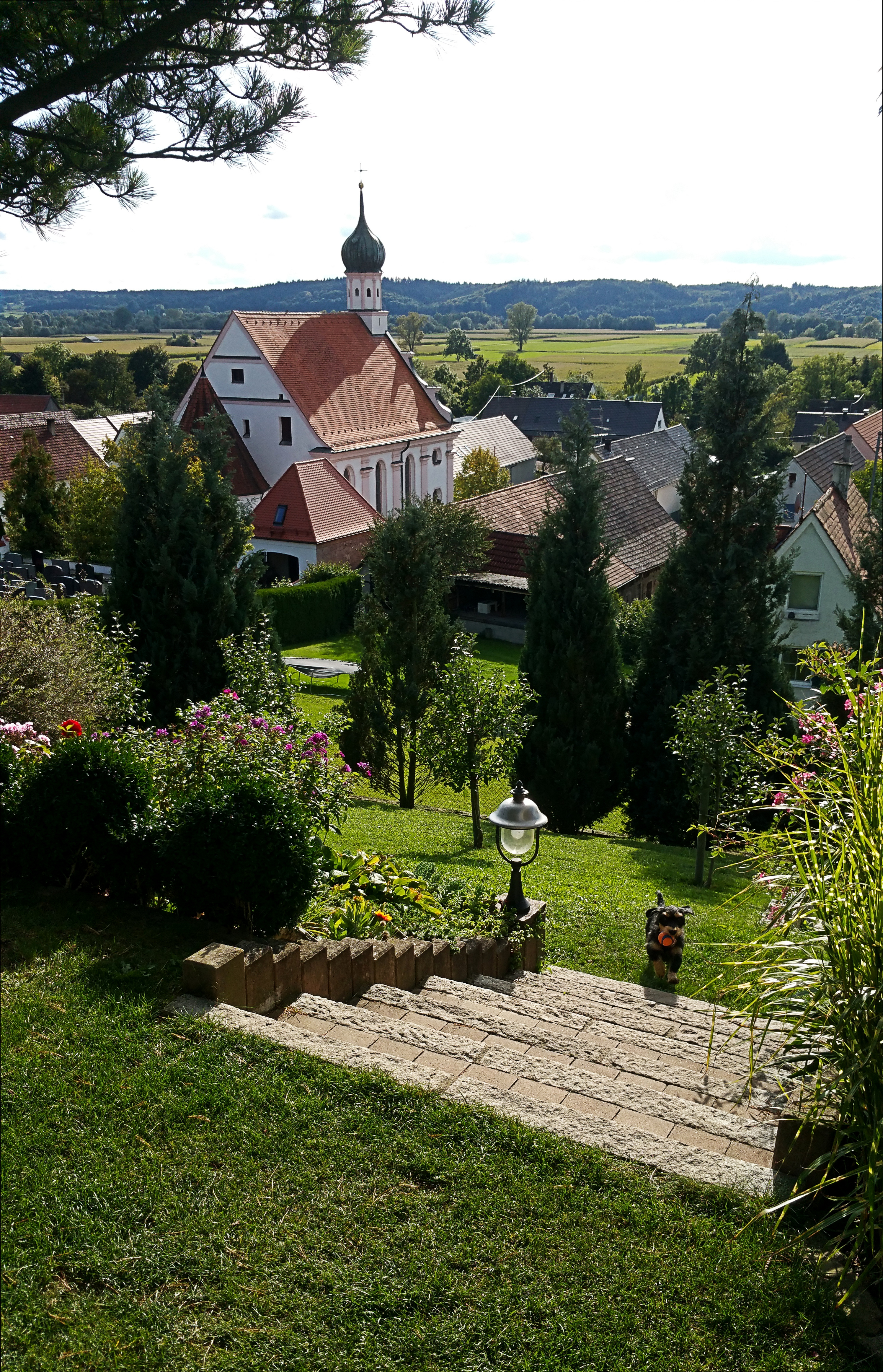
Blick von Nordwesten

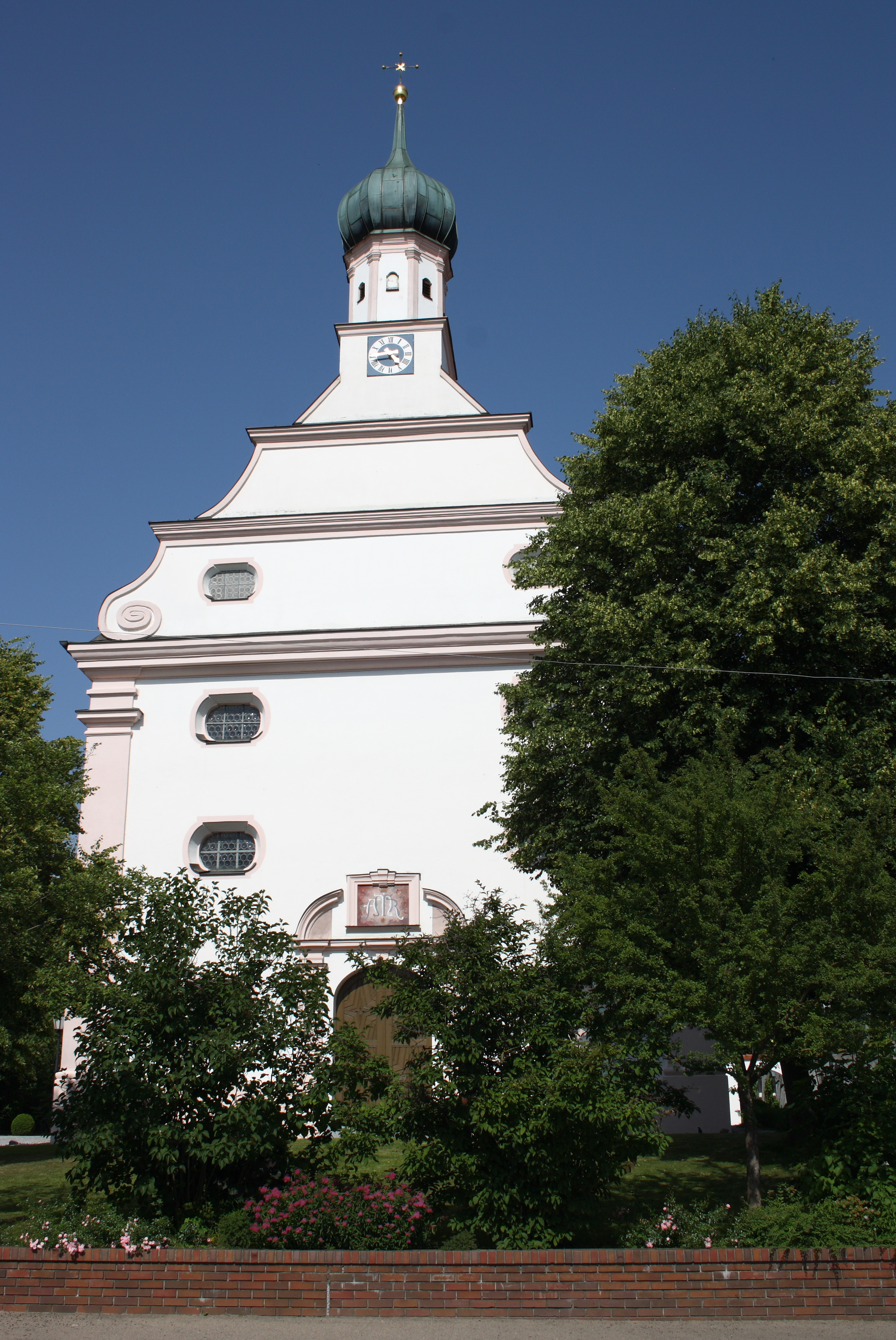
Wallfahrtskirche Unsere Liebe Frau

Die  katholische Wallfahrtskirche Unsere Liebe Frau in Münsterhausen, einer Gemeinde im Landkreis Günzburg im bayerischen Regierungsbezirk Schwaben, ist ein barocker Kirchenbau, dessen Langhaus zu Beginn des 18. Jahrhunderts errichtet wurde. Als Chor dient die Ende des 17. Jahrhunderts erbaute Gnadenkapelle, in der das Gnadenbild, eine Nachbildung der Schwarzen Madonna von Altötting, verehrt wird.

## Geschichte
Der südliche Ortsteil Hausen ist erstmals 1071 als Grundbesitz des Hochstifts Augsburg erwähnt. 1507 ist eine Kapelle mit dem Patrozinium des heiligen Leonhard bezeugt. Bereits im frühen 17. Jahrhundert gab es eine weitere Kapelle, die an die Leonhardskapelle angebaut und Unserer Lieben Frau gewidmet war. An ihrer Stelle ließ Freifrau Johanna Franziska von Heidenheim Ende des 17. Jahrhunderts eine Gnadenkapelle nach dem Vorbild von Altötting erbauen, in der sie 1699 eine dem Altöttinger Gnadenbild nachempfundene Madonnenfigur mit Kind aufstellen ließ.
Das Langhaus der heutigen Wallfahrtskirche wurde 1703 bis 1708 an der Stelle der niedergelegten Leonhardskapelle errichtet und 1708 durch den Augsburger Weihbischof Johann Kasimir Röls geweiht. Als Baumeister wird der in Günzburg ansässige Valerian Brenner vermutet. Im Zuge der Renovierung in den Jahren 1901/02 wurde die Ostwand des Langhauses, das ursprünglich nur durch eine Tür und ein Fenster zur Gnadenkapelle geöffnet werden konnte, durchbrochen und die Gnadenkapelle als Chor eingerichtet.

## Architektur

### Außenbau

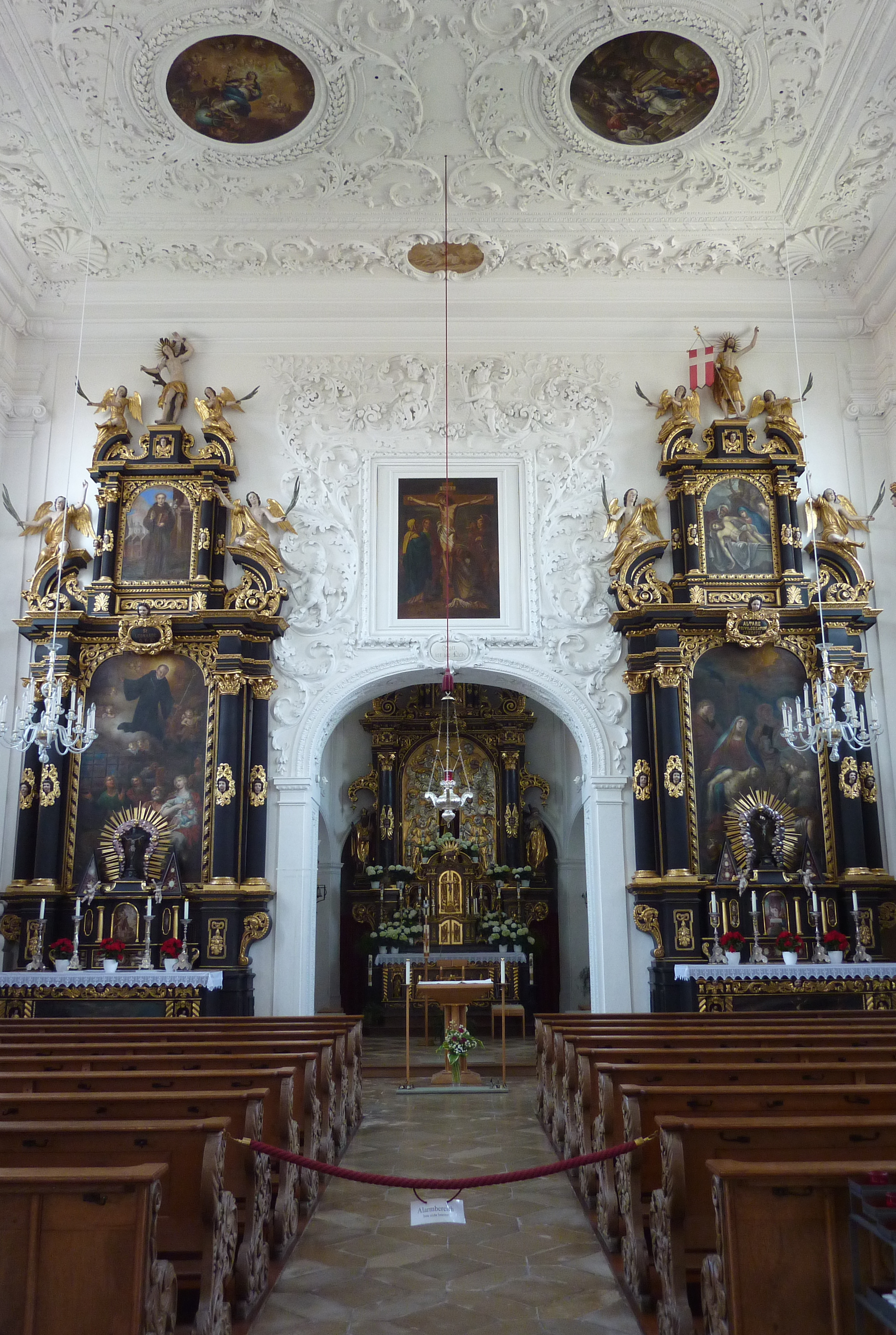
Innenraum

Die als Schauseite gestaltete Westfassade besitzt einen durch Gesimse gegliederten Volutengiebel, den ein oktogonaler Dachreiter mit Zwiebelhaube krönt. Das untere Giebelfeld ist von zwei halbrund ausgezogenen Rechteckfenstern durchbrochen. In der Mitte der Westfassade befindet sich das heute vermauerte, ehemalige Hauptportal, das von Pilastern gerahmt und einem Sprenggiebel überfangen wird. Auf beiden Seiten öffnen sich drei übereinander liegende, querovale Fenster.

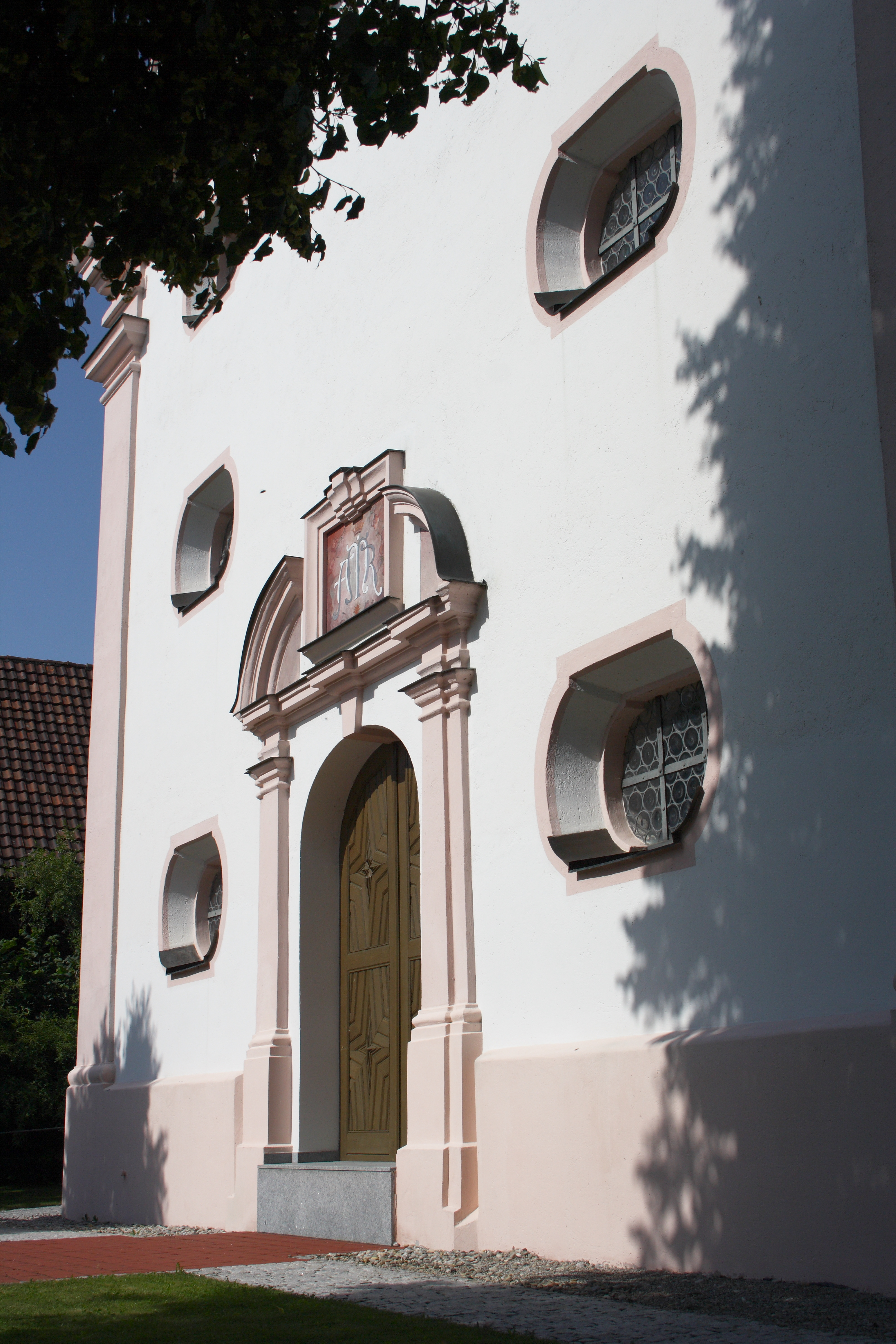
Westfassade
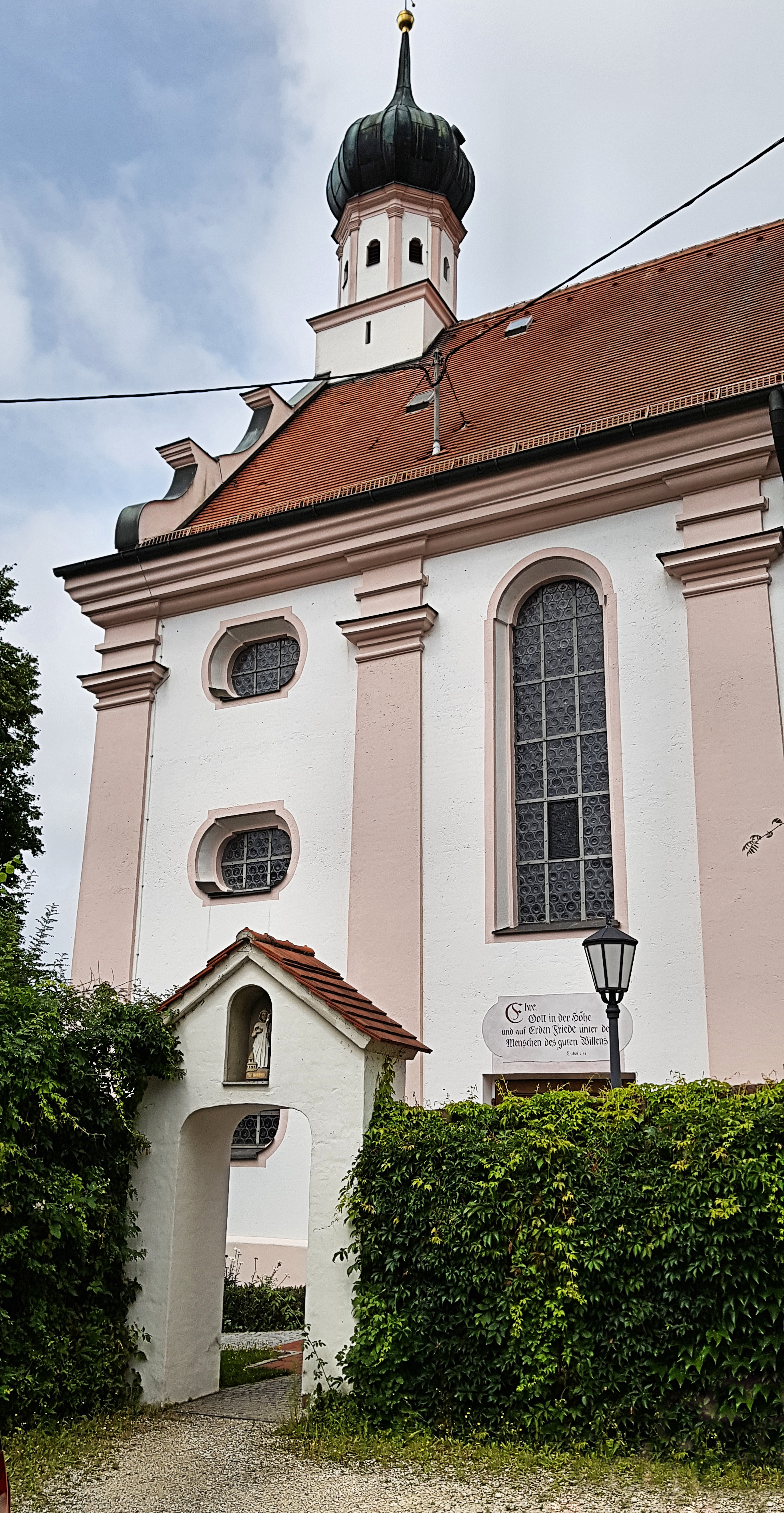
Südlicher Seiteneingang

### Innenraum
Das einschiffige Langhaus ist flachgedeckt und schließt im Westen mit einer Doppelempore. Die Wände gliedern in Stuckrahmen gefasste, oben eingezogenene Rundbogenfenster und Pilaster mit ionischen Kapitellen. Ein Korbbogen öffnet sich im Osten zu der als Chor genutzten Gnadenkapelle, die über einem achteckigen Grundriss errichtet ist. In ihren Wänden sind halbrunde Nischen eingeschnitten, über denen sich Rundbogenfenster öffnen.

## Stuck und Deckenmalerei

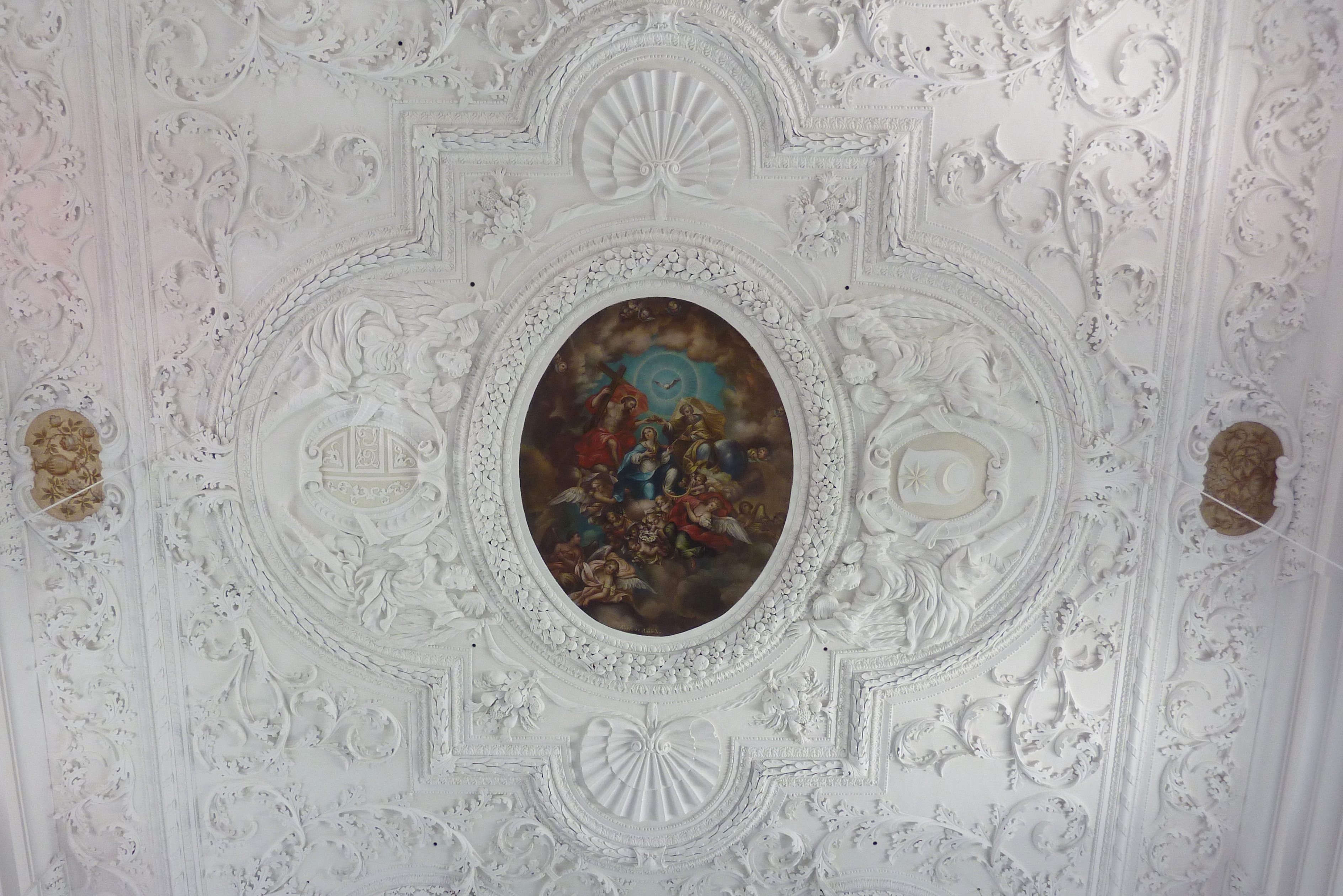
Stuck und Deckenmalerei im Langhaus

Der Stuckdekor des Langhauses entstand 1705 durch Johann Georg Brix  aus der Wessobrunner Schule. Akanthusranken überziehen die Decke, Eichenlaub und Lorbeer rahmen die Felder. Engel halten die Wappen der Stifter, der Familie der Heidenheimer und der Weldener.
Von 1708 stammen die in Öl auf Leinwand gemalten Deckengemälde. Das zentrale Bild ist der Krönung Mariens durch die Heilige Dreifaltigkeit gewidmet. Die seitlichen Bilder stellen über der Empore die Verkündigung und Geburt Christi dar und vor dem Chor Mariä Tempelgang und Maria Immaculata.
Die Grisaillefresken wurden wie der Stuckdekor und die Deckenfresken der Gnadenkapelle 1901/02 ausgeführt.

## Ausstattung
- Der Hochaltar stammt aus der Zeit der Renovierung von 1901/02. In den neubarocken Aufbau von Georg Saumweber wurden die Relieftafel aus Silber- und Goldblech und das Gnadenbild des abgebrochenen Vorgängeraltares übernommen. Auf dem Relief sind Engel mit Spruchbändern dargestellt, Gottvater und Gottsohn halten eine Krone, über der die Heiliggeisttaube schwebt. Sie krönt das in der Altarnische stehende Gnadenbild.
- Die schwarz und gold gefassten Aufbauten der Seitenaltäre sind aus der Entstehungszeit der Kirche erhalten. Die Altarblätter von Matthias Pußjäger (1654–1734) aus Rottenbuch stellen links den heiligen Leonhard und rechts die Beweinung Christi dar. Die Auszüge bekrönen links der heilige Sebastian und rechts ein Auferstehungschristus.
- Die Kanzel ist mit 1708 bezeichnet. Der Kanzelkorb ist mit Putten besetzt, die durch ihre Attribute die Tugenden Glaube, Hoffnung und Liebe symbolisieren. Die Unterseite des Kanzelkorbs zieren Engelshermen, den Schalldeckel krönt ein Posaunenengel, der Aufbau ist mit den Figuren der vier Evangelisten versehen. Auf dem Rand stehen Putten, die Weinranken, Lorbeer und Rosen in den Händen halten.

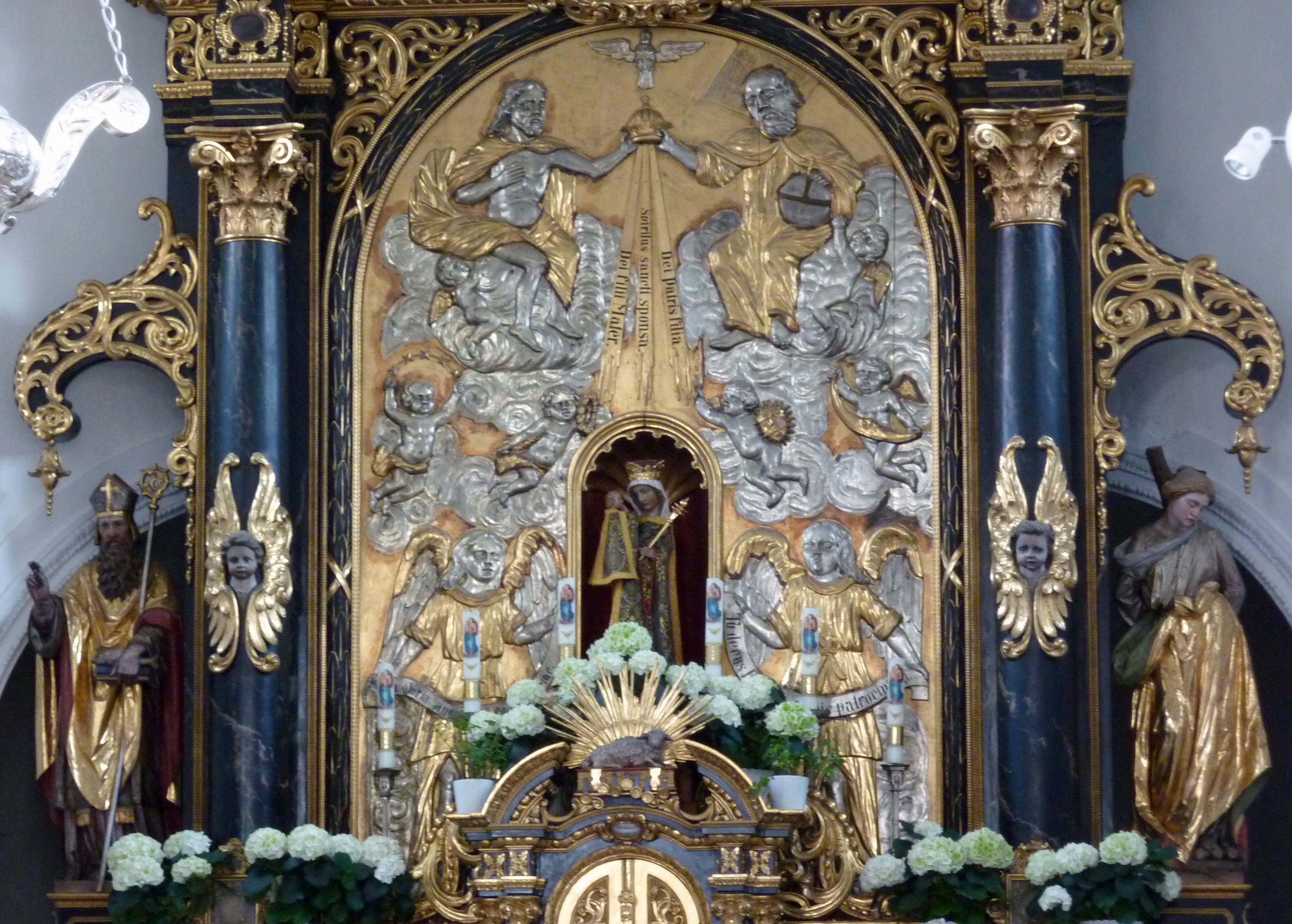
Hochaltar mit Gnadenbild
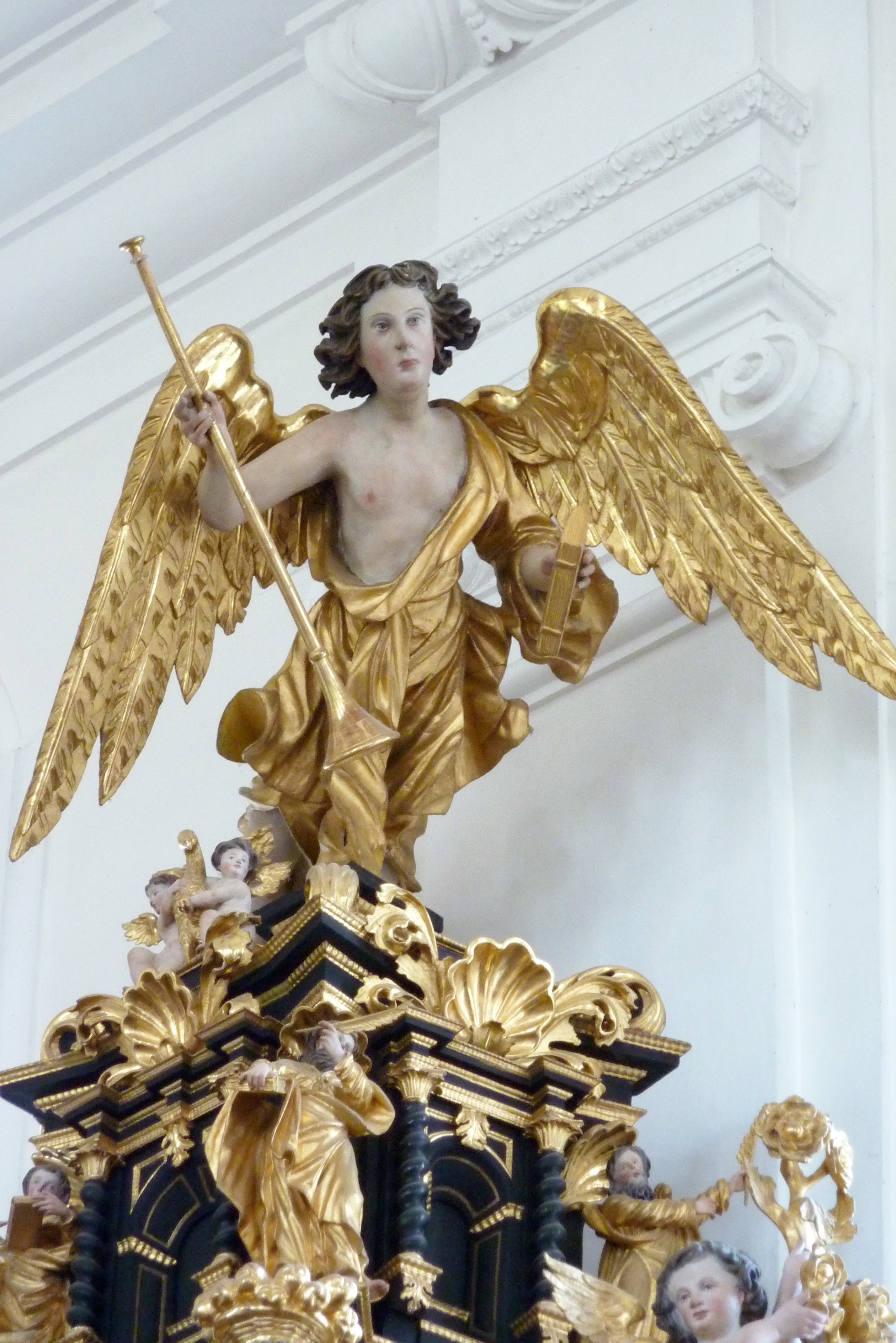
Posaunenengel auf dem Schalldeckel der Kanzel
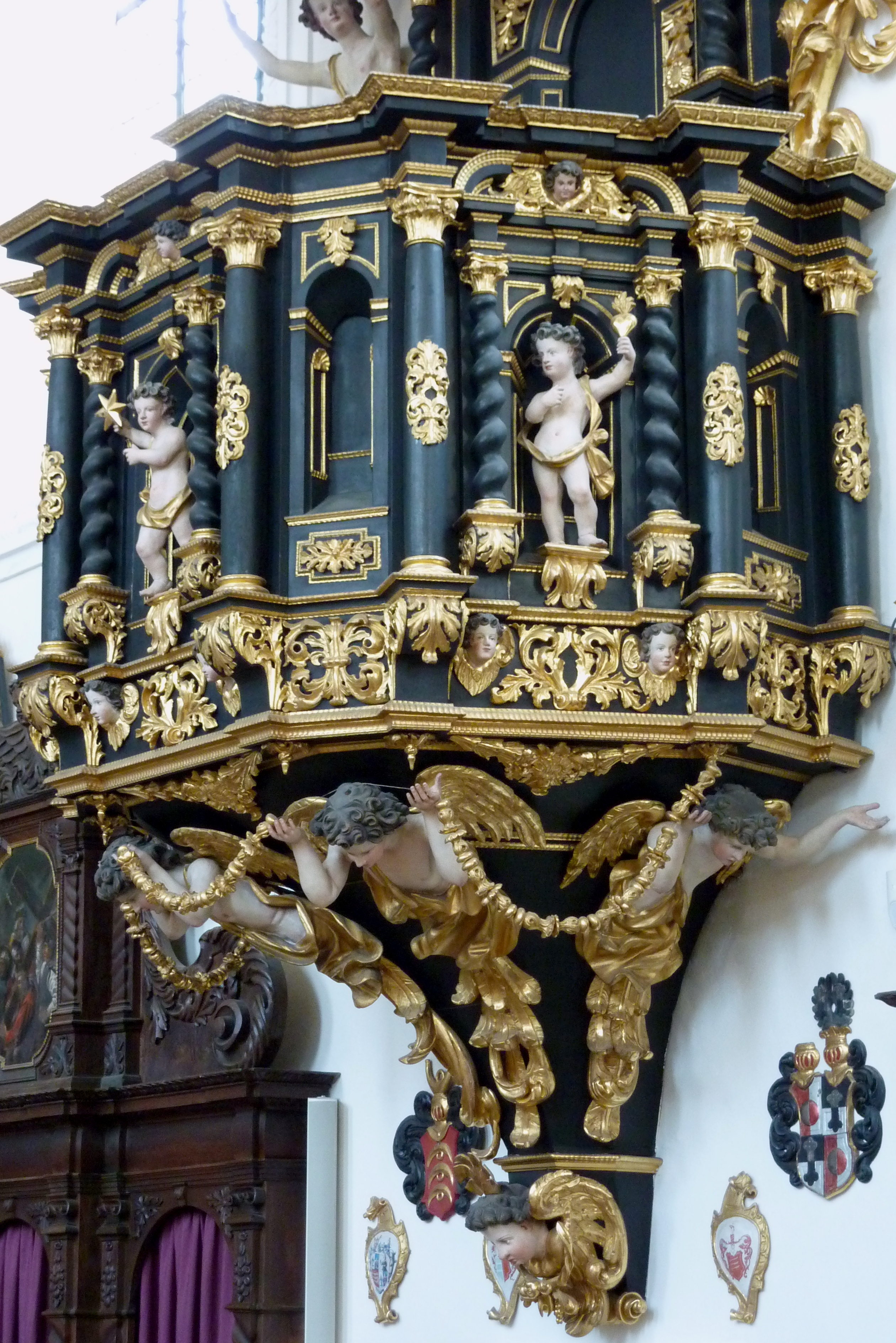
Kanzelkorb